# Buíque (ort)
Buíque är en ort i Brasilien.   Den ligger i kommunen Buíque och delstaten Pernambuco, i den östra delen av landet, 1 400 km nordost om huvudstaden Brasília. Buíque ligger 804 meter över havet och antalet invånare är 20 324.
Terrängen runt Buíque är kuperad österut, men västerut är den platt. Det finns inga andra samhällen i närheten.
Omgivningarna runt Buíque är huvudsakligen savann. Runt Buíque är det ganska glesbefolkat, med 47 invånare per kvadratkilometer.